# Babiana
Genre
Classification phylogénétique
Babiana est un genre de plantes de la famille des Iridaceae originaire d'Afrique. 
Il comprend environ 80 espèces.
La plupart de ces espèces (environ 49) poussent dans la région du Cap-Occidental en Afrique du Sud, le reste étant distribué dans le Namaqualand et province du Cap-du-Nord. L'aire de répartition naturelle du genre est lu sud de la Namibie à la province du Cap-Oriental au sud du Zimbabwe, avec une espèce au large des côtes de la Somalie (bien que cela puisse ne pas être une espèce de Babiana). 
Le nom du genre est dérivé du mot néerlandais babianer, se référant aux babouins qui en consomment les bulbes.

## Liste d'espèces
Selon World Checklist of Selected Plant Families (WCSP) (31 janv. 2011) :
- Babiana ambigua (Roem. & Schult.) G.J.Lewis, J. S. African Bot. (1959)
- Babiana angustifolia Sweet (1826)
- Babiana arenicola Goldblatt & J.C.Manning (2007)
- Babiana attenuata G.J.Lewis, J. S. African Bot. (1959)
- Babiana auriculata G.J.Lewis, J. S. African Bot. (1959)
- Babiana bainesii Baker (1876)
- Babiana blanda (L.Bolus) G.J.Lewis, J. S. African Bot. (1959)
- Babiana brachystachys (Baker) G.J.Lewis (1934)
- Babiana carminea J.C.Manning & Goldblatt (2007)
- Babiana cedarbergensis G.J.Lewis, J. S. African Bot. (1959)
- Babiana cinnamomea J.C.Manning & Goldblatt (2007)
- Babiana confusa (G.J.Lewis) Goldblatt & J.C.Manning (2007)
- Babiana crispa G.J.Lewis (1938)
- Babiana cuneata J.C.Manning & Goldblatt (2004)
- Babiana curviscapa G.J.Lewis, J. S. African Bot. (1959)
- Babiana dregei Baker (1876)
- Babiana ecklonii Klatt (1882)
- Babiana engysiphon J.C.Manning & Goldblatt (2007)
- Babiana fimbriata (Klatt) Baker, J. Linn. Soc. (1877)
- Babiana flabellifolia Harv. ex Klatt (1867)
- Babiana foliosa G.J.Lewis, J. S. African Bot. (1959)
- Babiana fourcadei G.J.Lewis (1934)
- Babiana fragrans (Jacq.) Steud., Nomencl. Bot., ed. 2 (1840)
- Babiana framesii L.Bolus (1932)
- Babiana gariepensis Goldblatt & J.C.Manning (2007)
- Babiana geniculata G.J.Lewis, J. S. African Bot. (1959)
- Babiana grandiflora Goldblatt & J.C.Manning (2007)
- Babiana hirsuta (Lam.) Goldblatt & J.C.Manning (2008)
- Babiana horizontalis G.J.Lewis, J. S. African Bot. (1959)
- Babiana hypogea Burch. (1824)
- Babiana inclinata Goldblatt & J.C.Manning (2007)
- Babiana karooica Goldblatt & J.C.Manning (2007)
- Babiana lanata Goldblatt & J.C.Manning (2007)
- Babiana lapeirousioides Goldblatt & J.C.Manning (2007)
- Babiana × lata G.J.Lewis (1932)
- Babiana latifolia L.Bolus (1927)
- Babiana leipoldtii G.J.Lewis, J. S. African Bot. (1959)
- Babiana lewisiana B.Nord. (1970)
- Babiana lineolata Klatt (1882)
- Babiana lobata G.J.Lewis, J. S. African Bot. (1959)
- Babiana longicollis Dinter (1931)
- Babiana melanops Goldblatt & J.C.Manning (2007)
- Babiana minuta G.J.Lewis, J. S. African Bot. (1959)
- Babiana montana G.J.Lewis, J. S. African Bot. (1959)
- Babiana mucronata (Jacq.) Ker Gawl. (1804)
- Babiana namaquensis Baker (1892)
- Babiana nana (Andrews) Spreng. (1824)
- Babiana noctiflora J.C.Manning & Goldblatt (2007)
- Babiana odorata L.Bolus (1932)
- Babiana papyracea Goldblatt & J.C.Manning (2007)
- Babiana patersoniae L.Bolus (1931)
- Babiana patula N.E.Br. (1932)
- Babiana pauciflora G.J.Lewis, J. S. African Bot. (1959)
- Babiana petiolata Goldblatt & J.C.Manning (2007)
- Babiana pilosa G.J.Lewis, J. S. African Bot. (1959)
- Babiana planifolia (G.J.Lewis) Goldblatt & J.C.Manning (2005)
- Babiana praemorsa Goldblatt & J.C.Manning (2004)
- Babiana pubescens (Lam.) G.J.Lewis (1954)
- Babiana purpurea (Jacq.) Ker Gawl. (1807)
- Babiana pygmaea (Burm.f.) Baker, J. Linn. Soc. (1877)
- Babiana radiata Goldblatt & J.C.Manning (2007)
- Babiana regia (G.J.Lewis) Goldblatt & J.C.Manning (2004)
- Babiana rigidifolia Goldblatt & J.C.Manning (2007)
- Babiana ringens (L.) Ker Gawl. (1804)
- Babiana rubella Goldblatt & J.C.Manning (2007)
- Babiana rubrocyanea (Jacq.) Ker Gawl. (1804)
- Babiana salteri G.J.Lewis, J. S. African Bot. (1959)
- Babiana sambucina (Jacq.) Ker Gawl. (1804)
- Babiana scabrifolia Brehmer ex Klatt (1882)
- Babiana scariosa G.J.Lewis, J. S. African Bot. (1959)
- Babiana secunda (Thunb.) Ker Gawl. (1827)
- Babiana sinuata G.J.Lewis, J. S. African Bot. (1959)
- Babiana spathacea (L.f.) Ker Gawl. (1803)
- Babiana spiralis Baker (1892)
- Babiana stenomera Schltr. (1900)
- Babiana striata (Jacq.) G.J.Lewis (1941)
- Babiana stricta (Aiton) Ker Gawl. (1803)
- Babiana symmetrantha Goldblatt & J.C.Manning (2008)
- Babiana tanquana J.C.Manning & Goldblatt (2007)
- Babiana torta G.J.Lewis, J. S. African Bot. (1959)
- Babiana toximontana J.C.Manning & Goldblatt (2007)
- Babiana tritonioides G.J.Lewis, J. S. African Bot. (1959)
- Babiana tubaeformis Goldblatt & J.C.Manning (2008)
- Babiana tubiflora (L.f.) Ker Gawl. (1803)
- Babiana tubulosa (Burm.f.) Ker Gawl. (1827)
- Babiana unguiculata G.J.Lewis, J. S. African Bot. (1959)
- Babiana vanzijliae L.Bolus (1925)
- Babiana villosa (Aiton) Ker Gawl. (1802)
- Babiana villosula (J.F.Gmel.) Ker Gawl. ex Steud., Nomencl. Bot., ed. 2 (1821)
- Babiana virescens Goldblatt & J.C.Manning (2008)
- Babiana virginea Goldblatt, J. S. African Bot. 45: 82, 93 (1979)